# Aspalathus pigmentosa
Aspalathus pigmentosa är en ärtväxtart som beskrevs av Rolf Martin Theodor Dahlgren. Aspalathus pigmentosa ingår i släktet Aspalathus och familjen ärtväxter. Inga underarter finns listade i Catalogue of Life.